# Marita Lange
Marita Lange, nemška atletinja, * 22. junij 1943, Halle, Nemčija.
Nastopila je na poletnih olimpijskih igrah v letih 1968 in 1972, leta 1968 je osvojila naslov olimpijske podprvakinje v suvanju krogle, leta 1972 pa šesto mesto. Na evropskih prvenstvih je osvojila srebrno in dve bronasti medalji, na evropskih dvoranskih prvenstvih pa zlato in dve bronasti medalji. 